# Pita Taufatofua
Pita Nikolas Taufatofua (1983. november 5. –) ausztrál születésű tongai taekwondózó és sífutó. Taufatofua a 2016-os nyári olimpiai játékok megnyitóünnepségén a megjelenésével vált széleskörben ismertté. Ő volt Tonga zászlóvivője a 2016-os nyári és a 2018-as téli olimpiai játékokon.
Tonga első olyan sportolója, aki nyári és téli olimpián is részt vett.

## Korai évek
Taufatofua Ausztráliában született 1983. november 5-én, Tongán nőtt fel. Apja tongai, anyja brit származású ausztrál. 5 évesen kezdett taekwondózni.

## Pályafutása

### 2016-os nyári olimpia
A 2016-os óceániai taekwondo olimpiai kvalifikációs tornán Port Moresby-ben, Pápua Új-Guineán 4–3-ra győzött az elődöntőben, majd a döntőben is győzött a világon a 15. helyen rangsorolt ellenfele ellen, ezzel kijutott a 2016-os nyári olimpiára. Korábban kétszer próbálkozott az olimpiai szereplésre.
Taufatofua az olimpia megnyitóünnepségén Tonga zászlóvivője volt 2016. augusztus 5-én, Rio de Janeiróban. A bevonuláskor kókuszolajjal bekent meztelen felsőtesttel, tradicionális öltözetben, ta’ovala-szoknyában jelent meg. Az interneten, a közösségi oldalakon azonnal népszerűvé vált.
Taekwondóban nehézsúlyban (+80 kg) indult. Taufatofua az első fordulóban kiesett, az iráni Sajjad Mardani 16–1 arányban győzte le.

### 2018-as téli olimpia
2016 decemberében bejelentette, hogy a 2018-as téli olimpián szeretne szerepelni sífutásban. A kijutáshoz a Nemzetközi Síszövetség által engedélyezett rollersí-versenyeken is részt vett. 2018. január 20-án, a kvalifikációs időszak utolsó napján sikerült kvótát szereznie Izlandon, így ő lett a második tongai sportoló a téli olimpiai játékokon, a szánkós Bruno Banani után. Az olimpiára Seefeldben, Ausztriában készült fel. Edzője a német Thomas Jacob.
Tonga egyetlen résztvevőjeként Phjongcshangban, a téli olimpia megnyitóünnepségén Taufatofua ismét az ország zászlóvivője volt. Előtte úgy nyilatkozott, hogy ezúttal felöltözve jelenik meg a várható hideg időjárás miatt. A megnyitón a hőmérséklet fagypont alatt volt, ennek ellenére ismét tradicionális viseletben jelent meg, beolajozott felsőtesttel, ta’ovala-szoknyában.
2018. február 16-án teljesítette a sífutás 15 km-es szabad stílusú versenyszámát, a 114. helyen ért célba a 119 indulóból.

## Magánélete
Taufatofua Brisbane-ben él, Ausztráliában.